# La Croix-sur-Roudoule
La Croix-sur-Roudoule (okzitanisch La Crotz de Rodola, italienisch Croce sul Rodola) ist eine französische Gemeinde. Sie gehört zur Region Provence-Alpes-Côte d’Azur, zum Département Alpes-Maritimes, zum Arrondissement Nizza und zum Kanton Vence. Die Bewohner nennen sich Crouzencs.

## Geographie
Die Gemeinde liegt in den französischen Seealpen und grenzt im Norden an Guillaumes, im Osten an Auvare, im Süden an Puget-Théniers, im Südwesten an Entrevaux sowie im Westen an Sausses, Saint-Léger und Daluis.

## Bevölkerungsentwicklung
| Jahr      | 1962 | 1968 | 1975 | 1982 | 1990 | 1999 | 2008 | 2012 |
| --------- | ---- | ---- | ---- | ---- | ---- | ---- | ---- | ---- |
| Einwohner | 105  | 91   | 102  | 69   | 81   | 97   | 83   | 94   |

## Sehenswürdigkeiten
Siehe: Liste der Monuments historiques in La Croix-sur-Roudoule